# VC Eltmann
Die Ceratonia Volleys Eltmann sind ein Volleyballverein aus Eltmann in Unterfranken, der 2010 aus der SG Eltmann hervorgegangen ist. Die erste Männermannschaft spielte von 2014 bis 2018 als Oshino Volleys Eltmann in der zweiten Bundesliga Süd. Unter dem neuen Namen Heitec Volleys Eltmann wurden die Franken Zweitliga-Meister und spielten danach für eine Saison in der ersten Bundesliga. Nach der Insolvenz und dem Ausscheiden aus der ersten Volleyball-Bundesliga trat das Team in der Saison 2020/21 wieder unter dem Namen VC Eltmann in der Dritten Liga Ost an. In der Saison 2022/23 wurde die Mannschaft Meister in der Dritten Liga Ost und stieg wieder in die zweite Bundesliga Süd auf. Nach dem Aufstieg in die zweite Liga konnten sie gleich darauf in der Saison 2023/24 erneut den Meistertitel in der 2. Bundesliga Süd erreichen. In der Saison 2024/25 treten sie als Ceratonia Volleys Eltmann in der 2. Bundesliga Süd an.

## Team
Der Kader für die Saison 2023/24 besteht aus folgenden Spielern:
| Name                                                                                    | Nr. | Nation      | Größe  | Geburtsdatum  | Position |
| --------------------------------------------------------------------------------------- | --- | ----------- | ------ | ------------- | -------- |
| Christian Nowak                                                                         | 1   | Deutschland | 2,00 m | 29. Juni 1979 | MB       |
| Bruno Simunić                                                                           | 2   | Kroatien    | 1,93 m | 7. Apr. 1993  | Z        |
| Johannes Engel                                                                          | 3   | Deutschland | 1,83 m | 25. Apr. 1992 | AA       |
| Jason Lieb                                                                              | 4   | Deutschland | 1,90 m | 28. Mai 2001  | Z        |
| Sebastian Richter                                                                       | 5   | Deutschland | 1,99 m | 5. Apr. 1987  | AA       |
| Maximilian Kolbe                                                                        | 6   | Deutschland | 1,84 m | 4. Nov. 1990  | L        |
| Jannis Hopt                                                                             | 8   | Deutschland | 2,05 m | 3. Aug. 1996  | D        |
| Melf Urban                                                                              | 10  | Deutschland | 2,03 m | 28. Juni 2001 | MB       |
| Tobias Werner                                                                           | 12  | Deutschland | 1,90 m | 16. Mai 1997  | L        |
| Persica Stanić                                                                          | 14  | Kroatien    | 1,95 m | 5. Jan. 1992  | AA       |
| Marko Knauer                                                                            | 16  | Deutschland | 2,05 m | 3. Juni 1982  | MB       |
| Gavra Medurić                                                                           | 17  | Serbien     | 1,97 m | 7. März 1985  | MB       |
| Maximilian Kurzweil                                                                     | 18  | Deutschland | 1,83 m | 2. Aug. 2005  | AA       |
| Positionen: AA = Annahme/Außen, D = Diagonal, L = Libero, MB = Mittelblock, Z = Zuspiel |     |             |        |               |          |

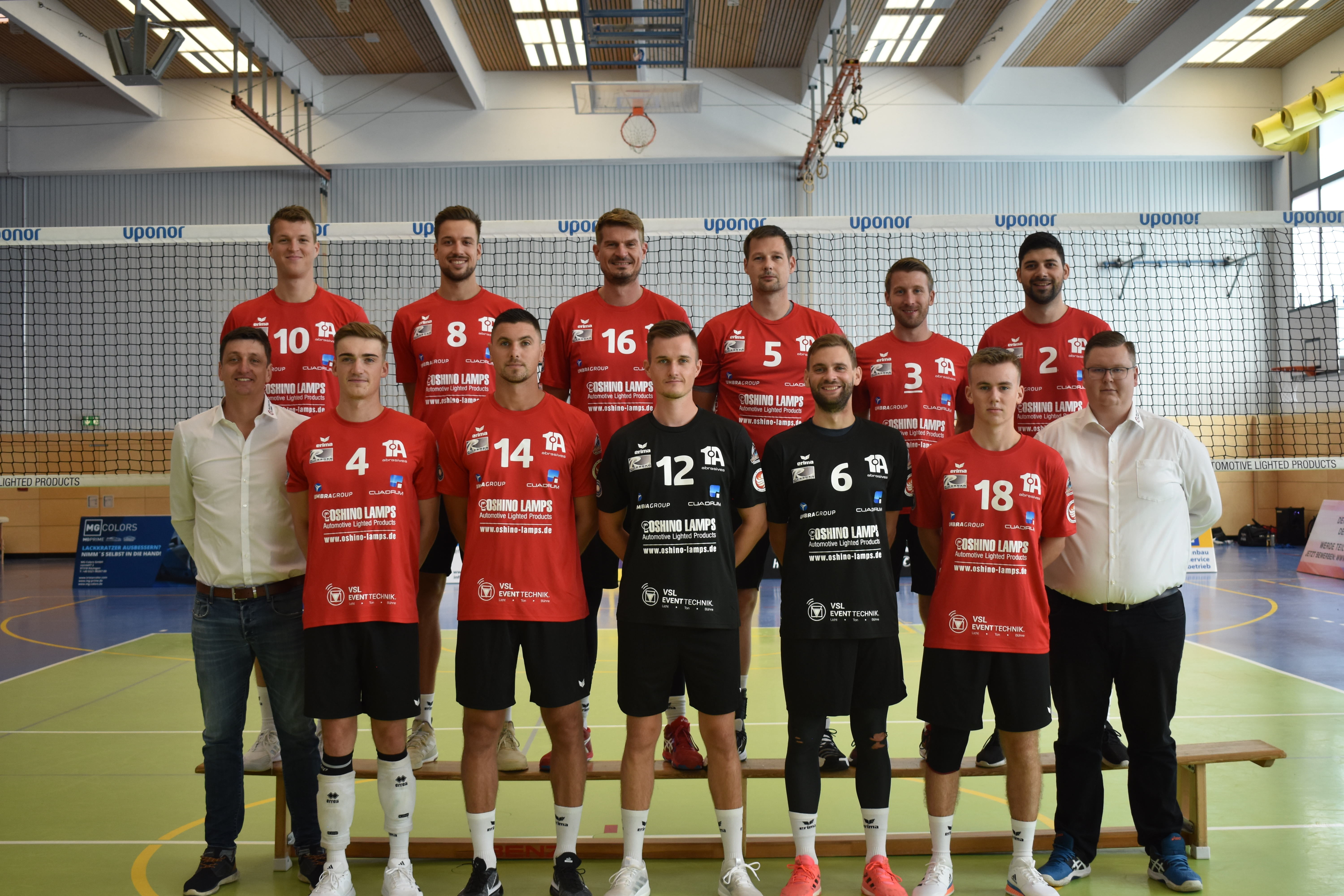
VC Eltmann im September 2023 (mit dem damaligen Cheftrainer Christian Jende)

Cheftrainer ist Christian Kranz. Sein Assistent ist Felix Reschke.

## Spielstätte
Die Heimspiele der Bundesliga wurden zunächst in der Brose Arena in Bamberg ausgetragen, seit dem 21. Dezember 2019 war Spielstätte wieder die Georg-Schäfer-Sporthalle in Eltmann.

## Insolvenz des Trägerunternehmens
Die Heitec Volleys GmbH beantragte am 27. Dezember 2019 in Insolvenz. Als Ursache werden zu hohe Kosten für Heimspiele in der Brose Arena in Verbindung mit zu geringen Einnahmen aus Eintrittsgeldern genannt.

## Weitere Mannschaften
Neben den Zweitliga-Männern gibt es beim VC Eltmann noch eine Männermannschaft in der Landesliga, sowie in der Bezirksklasse und Kreisliga. Außerdem spielt die Damenmannschaft in der Bezirksklasse Darüber hinaus verfügt der Verein noch über einige Jugendmannschaften in allen Altersklassen.